# Alberto Zalamea
Alberto Zalamea Costa (Barcelona, 24 de agosto de 1929 - Bogotá 2 de septiembre de 2011) fue un periodista, político y diplomático colombiano. 
Se desempeñó como embajador de Colombia en Costa de Marfil, Venezuela e Italia.

## Biografía
Fundó la Nueva Prensa, pero sus primeros pasos como periodista los dio en el diario La Razón dirigido por Juan Lozano y Lozano. Posteriormente, trabajó en la agencia de noticias France Presse y en el semanario Crítica a cargo de su padre, Jorge Zalamea, donde comenzó su carrera como periodista. Su primer trabajo en periodismo fue con el periódico La Razón. En 1959, Zalamea Costa fue promovido a editor general de Semana. Fue secretario general del diario El Tiempo y director de revista "Semana" (1959-1961). Como fuerte defensor de la libertad de prensa, Zalamea operó una revista llamada La Nueva Prensa. y fue su director, así como del diario La Nueva Prensa (1961-1967). También se convirtió en columnista permanente para El Tiempo y de la Revista Cromos. Fue director de la revista del Colegio Mayor de Nuestra Señora del Rosario y corresponsal en Europa de varios diarios y revistas latinoamericanas. Zalamea Costa fue elegido a la Cámara de Representantes de Colombia en el período de 1970 a 1974.  También fue miembro de la Comisión de Relaciones Exteriores y Defensa Nacional, presidente de la Comisión Especial de Petróleos de la Cámara, concejal de Bogotá, representante permanente de Colombia ante la Organización Mundial para la Agricultura y la Alimentación (FAO) y presidente del Grupo Latinoamericano de la FAO. Más tarde se convirtió en un diplomático, ejerciendo como embajador de Colombia en Costa de Marfil (1979-), Venezuela e Italia.
Zalamea fue uno de los miembros de la Asamblea Nacional Constituyente para la creación de la Constitución de 1991. Como académico, fue docente y decano de Comunicación Social de la Universidad Jorge Tadeo Lozano, durante varios años. Falleció el 2 de septiembre de 2011 tras someterse a una cirugía de cadera, lo que asociado a problemas de diabetes complicó su estado de salud.
Alberto Zalamea fue reconocido en el libro Grandes Oradores Colombianos de Alberto Cruz Cárdenas. 

OBRAS DESTACADAS
-Las jornadas de mayo. Documentos colombianos, 1957.
-Una solución nacional. La Nueva prensa, 1960. 
-El periodismo y su compromiso con el desarrollo
-Misión cumplida.
-El pensamiento del Libertador. La prensa, 1989.
-Así es Bogotá. Prólogo. Gama, 1990.
-Galán. Fundación Galán, 1990.
LIBROS:
-Discurso de recepción en la Academia colombiana. Tercer Mundo Editores, 1988.
-La nueva prensa.  25 años después. Tomo I y II (1961-1986).
-Momentos estelares de la historia y el arte colombianos (II). Banco de Colombia, 1989.
-Colombia bloqueada y otros textos. Tercer Mundo Editores, 1987 y 1988.
-Catálogo de errores: El diferendo colombo -venezolano. Editorial Oveja Negra, 1988.
-Gaitán, autobiografía de un pueblo. (incluyó documental televisivo para el Centro Gaitán). 1990.
-Diario de un constituyente. Editorial Temis y Zalamea Fajardo Editores, 1991.
-Antología del pensamiento colombiano. Siglo XIX. Nacimiento de una nación. Siglo XX. La apertura de la modernidad. (Tomos I y II).  Banco de Colombia, 1990 -1991
-América, Hispania y Colombia. Zalamea Fajardo Editores, 1992.
-Pensamiento, poesía y arte de Iberoamérica en el Siglo XX. Zalamea Fajardo Editores, 1993.
-Perfiles (compendio de columnas de prensa. La que lleva el mismo título del libro fue publicada en la revista Cromos, y distinguida con el Premio Nacional de Periodismo Simón Bolívar, el 20 de julio de 1995, como la mejor columna de opinión del año. 1996.